# WITHOUT U
「WITHOUT U feat. 4Minute」（ウィズアウト・ユー・フィーチャリング・フォーミニッツ）は、青山テルマの13作目のシングル。2011年5月25日リリース。

## 概要
韓国の女性グループ、4minuteとのコラボ曲。カップリングには、超新星やBIGBANGを手掛けるK-POPのプロデューサー「Brave Brothers」のプロデュース曲を収録。

## 収録曲
1. Intro 
（作曲：crazy park・galactika）
2. WITHOUT U feat. 4Minute
（作詞：青山テルマ・小林光明 / 作曲：YUTA・IKI）
3. Fallen Angel 
（作詞：青山テルマ・渡辺なつみ / 作曲：Brave Brothers・galactika）
4. my sweetest sin　
（作詞：青山テルマ / 作曲：Brave Brothers）
5. WITHOUT U feat. 4Minute (Instrumental)